# Phytomimia
Phytomimia is een geslacht van vlinders van de familie sikkelmotten (Oecophoridae), uit de onderfamilie Depressariinae.

## Soorten
- P. cynegetis Meyrick, 1932
- P. chlorophylla Walsingham, 1912
- P. pyrrhophthalma Meyrick, 1932